# Karmrakar
Karmrakar – wieś w Armenii, w prowincji Szirak. W 2011 roku liczyła 47 mieszkańców.